# Lechiffon
Lechiffon（ルシフォン）は、パナソニック モバイルコミュニケーションズが開発した、NTTドコモの第二世代携帯電話 (mova) 端末 mova P253iS（ムーバ・ピー に ご さん アイ・エス）のブランド名である。
25xシリーズとしては最後の端末となった。また、P506iCのカラーバリエーションのみ変更したP506iCIIを除くと、パナソニック製movaでは最後のモデルとなった。

## 概要
Lechiffonは、合成皮革を外装カバーに用いた折りたたみ式端末で、P253iをベースにしている。
Lechiffonとはフランス語の Le chiffon （冠詞 Le + chiffon ふわふわしたもの）に、電話を意味する phone の音をあてたものである。
ターゲットは若年の女性層。
曲線を多用した輪郭、柔らかな質感のボディはLechiffon独特のもので、きわめて個性的である。
カラーバリエーションはピンク色のローズ (Rose)、白色のブラン (Blanc)、水色のブルー (Bleu) の三種類。
30万画素 (CMOS) カメラ部分の装飾はカラーによって異なり、ローズにはハート、ブランには四つ葉のクローバー、ブルーには四角形のシルバーがあしらわれている。
ヒンジ部分は多くの折りたたみ式端末で見られるような蝶番（ちょうつがい）ではなく、蛇腹である。
こうした機構を採用した例は少なく、Lechiffon同様にヒンジ部分をソフトな素材が適用されたNokia 2650が海外市場向けに販売された程度である。
折りたたんだ状態を保持させるためには最下部のホック（留め具）を用いる。
多くの携帯電話がプラスチックや金属といった硬質な素材を外装として用いる中、Lechiffonは柔軟な皮革を外装としたきわめて意欲的な製品であり、これまで道具の域を出なかった携帯電話をファッション性の高いアクセサリー（装身具）として再定義した。
外装に皮革を用いるというコンセプトは、シャープ製FOMA端末 DOLCE（ドルチェ）シリーズに受け継がれている。

## 歴史
- 2004年10月4日: 音楽再生機能を搭載した Music PORTER 、超小型設計の premini-S 、薄型設計の prosolid とともに発表。
- 2004年10月25日: 電気通信端末機器審査協会 (JATE) による審査を通過（認定番号: A04-0562001）。
- 2004年10月25日: 技術基準適合証明 (TELEC) による審査を通過（証明記号: 001WAA1187）。
- 2005年2月4日: Lechiffon 発売開始。
- 2012年3月31日：movaサービス終了により使用はこの日限りとなる。